# Georges Marty

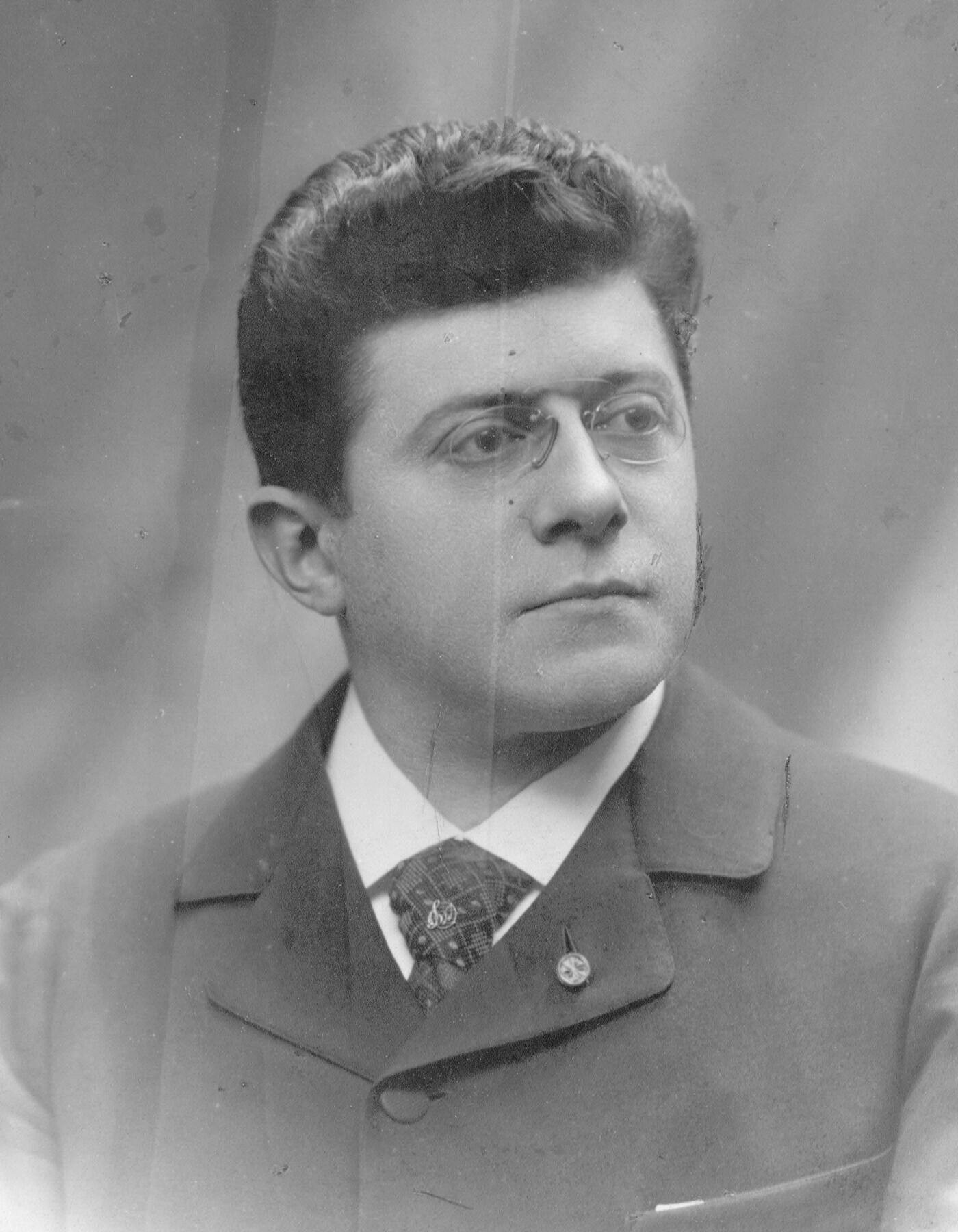
Georges Marty

Georges-Eugène Marty (* 16. Mai 1860 in Paris; † 11. Oktober 1908) war ein französischer Komponist und Dirigent.
Marty studierte am Conservatoire de Paris Komposition bei Jules Massenet und Théodore Dubois und gewann 1882 neben Gabriel Pierné den Premier Grand Prix de Rome. Nach dem mit dem Preis verbundenen Aufenthalt in der Villa Medici in Rom reiste er mit Pierné, mit dem er sein Leben lang befreundet blieb, durch Deutschland, wo er unter anderem Franz Liszt und Carl Reinecke aufsuchte.
Nach Joseph Heybergers Tod 1892 war er vorübergehend Chorleiter der Société des Concerts du Conservatoire, dann wurde er chef de chant an der Pariser Oper, 1900 wechselte er zur Opéra-Comique. Er leitete die erste Klasse für Vokalensemble am Conservatoire de Paris und wurde dann Professor für Harmonielehre.
Von 1901 bis 1908 war er als Nachfolger von Paul Taffanel Chefdirigent des Orchestre de la Société des Concerts du Conservatoire, seit 1905 außerdem Leiter der Fondation Beaulieu. Als Chef der Société des Concerts führte er die großen Oratorien und Opern der Barockzeit auf (darunter Johannespassion, Magnificat und Weihnachtsoratorium von Bach und Saul von Händel, auch rekonstruierte Werke von Rameau), aber auch Haydns Schöpfung und Jahreszeiten, Mozarts Requiem, Saint-Saëns’ La Lyre et la Harpe und Francks Les Béatitudes. Im Laufe der Jahre kamen Werke von Richard Wagner (Siegfried-Idyll), Edvard Grieg (Holberg-Suite), Johannes Brahms (Klavierkonzert) und Gabriel Fauré (Pavane) hinzu.
Unter seiner Leitung traten Solisten wie Ricardo Viñes, Édouard Risler, Alfred Cortot, Jacques Thibaud und Pablo Casals auf. 1908 spielte Marguerite Long hier erstmals Faurés Ballade, ein Werk, das sie noch in den 1950er Jahren mit der Société des Concerts aufführte.
Martys kompositorisches Schaffen trat nach 1900 hinter seiner Tätigkeit als Dirigent zurück. Aufgeführt werden von seinen Werken noch häufig die Ouvertüre zu der Oper Balthazar und Les Saisons, eine Orchestersuite mit Chören, außerdem auch für die Wettbewerbe am Conservatoire komponierte Klarinettenstücke.